# Протягання
Протягання або ж протягування — метод металообробки, що полягає в протяганні заготовки через спеціальний пристрій з калібрувальним отвором, діаметр (переріз) якого менший за діаметр (переріз) заготовки, одна з операцій кування і штампування. Дає змогу зменшувати діаметр і збільшувати вихідну довжину заготовок — труб, прутків тощо. Протягування проводять звичайно на протяжних гідравлічних пресах, використовуючи заготовки, одержані ненаскрізим прошиванням.